# Nissan Terrano II
Der Nissan Terrano II ist ein zwischen 1993 und 2022 gebauter Geländewagen von Nissan. Ursprünglich sollte der Nissan Terrano R50 auch in Europa gebaut werden. Die unterschiedlichen Kundenansprüche bewegten Nissan aber zu einer eigenen Konstruktion speziell für Europa. So entwickelte Nissan Motor Manufacturing (UK) im britischen Sunderland den Terrano II. Um größere Stückzahlen zu erreichen, wurde ein Kooperationsvertrag mit Ford geschlossen und der Terrano II auch als Ford Maverick verkauft. Beide wurden von Nissan Motor Ibérica in Spanien gebaut und Anfang 1993 erstmals vorgestellt. Der Terrano II wurde in Japan als Nissan Mistral vermarktet, parallel zum Terrano-I-Nachfolger Terrano R50 und der darauf basierenden Luxus-Variante Terrano Regulus. Ende 1998 wurde die Produktion des Ford Maverick eingestellt, während der Terrano II 1999 ein Facelift erhielt.
2001 wurde auch in Europa der Nissan X-Trail eingeführt, der weltweit den Terrano ersetzte und in Europa den Terrano II ersetzen sollte. Wegen des Erfolges des Terrano II, vor allem in Süd- und Osteuropa, blieb er jedoch noch bis 2007 im Angebot. Bereits bis dahin war der Terrano II in viele kleinere asiatische Märkte aus Spanien exportiert worden und wurde teilweise parallel zur ersten Generation des Nissan Terrano angeboten. 2007 wurde die Produktion der 1. Generation des Terrano in Indonesien eingestellt und die Produktionsanlagen aus Spanien installiert. Ab 2014 wurde eine neue Generation in Indien und Russland für den asiatischen Markt gebaut, die auf dem Dacia Duster basiert.

## Terrano II (R20)
Um in Europa ein breiteres Kundenspektrum zu erreichen, wurde hierfür ein spezielles Modell von Nissan Motor Manufacturing (UK) im britischen Sunderland entwickelt. Um große Stückzahlen zu erreichen, wurde ein Kooperationsvertrag mit Ford geschlossen und der Terrano II auch als Ford Maverick gebaut. Beide Modelle wurden von Nissan Motor Ibérica in Spanien gebaut und Anfang 1993 vorgestellt. Wegen der hohen Verkaufszahlen des Terrano I wurde dieser noch bis Ende 1995 mit leichten Retuschen weiter angeboten. Auf dem japanischen Heimatmarkt wurde der Terrano II als Nissan Mistral vermarktet.
Der Terrano II bedeutete die Abkehr der Designer von der flachen Kombi-Karosserie hin zum richtigen Geländewagen. Er erbte allerdings das komplette Fahrgestell vom Terrano I, lediglich an der Lenkung gab es einige kleinere Modifikationen. Als Antrieb kamen beim Terrano II lediglich Vierzylinder-Motoren mit 2,4 Liter (Otto) und 2,7 Liter (Diesel) Hubraum zum Einsatz.
Über die Jahre hinweg bekam der Terrano II einige Facelifts, die hauptsächlich die Frontpartie betrafen. 1996 bekam der 2,7-Liter-Turbodiesel einen Ladeluftkühler und eine elektronische Motorsteuerung, um die neuen Abgasgrenzwerte einhalten zu können. Die Leistung stieg nun von 73 kW auf 92 kW.
Nachdem die Zulassungszahlen Ende der 1990er Jahre stetig bergab gegangen waren, wurde bereits Mitte der 90er der R20 als Cabriolet geplant, um diesen Trend entgegenzuwirken. Dieser Prototyp wurde in der Presse 1997 vorgestellt, wie beispielsweise in der Off Road 06/1997. Trotz der hohen Zahl von Interessenten blieb es bei diesem einzigen Exemplar im Wert von damals 110.000 DM. Ende 1998 lief die Produktion des Ford Maverick aus. Dann erschien der Terrano II im Frühjahr 2000 überarbeitet. Er erhielt eine geänderte Front mit rechteckigen und größeren Scheinwerfern.
2001 erschien das eigentliche Nachfolgemodell des Terrano II für Europa, der Nissan X-Trail. Trotzdem behielt Nissan den Terrano II aber im Programm und nahm im Herbst 2003 den 3,0Di aus dem Patrol mit 113 kW ins Motorenprogramm auf. Für diesen war optional auch ein Automatikgetriebe erhältlich.

Mitte 2007 wurde der Terrano II dann in Europa eingestellt.

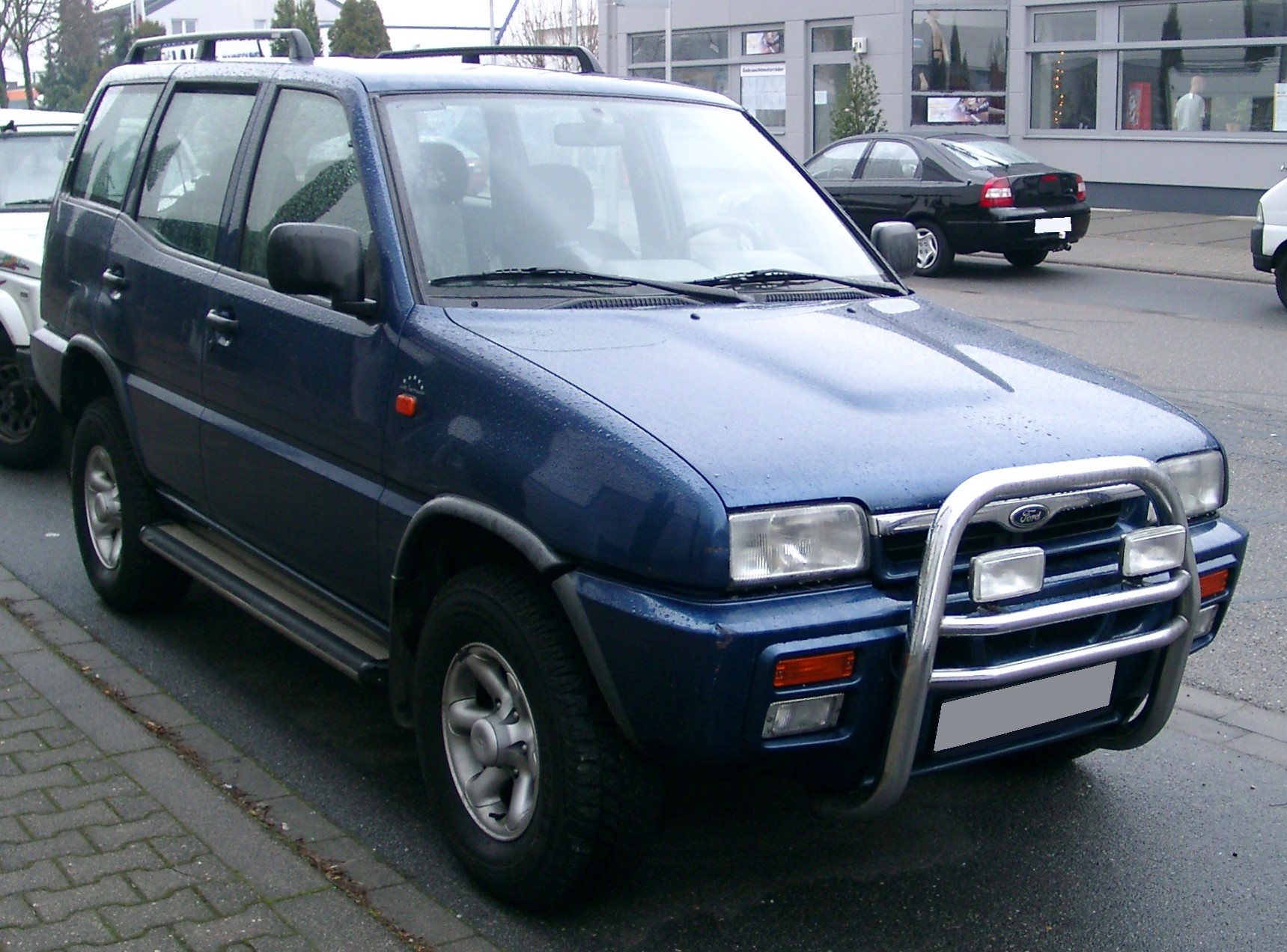
Ford Maverick
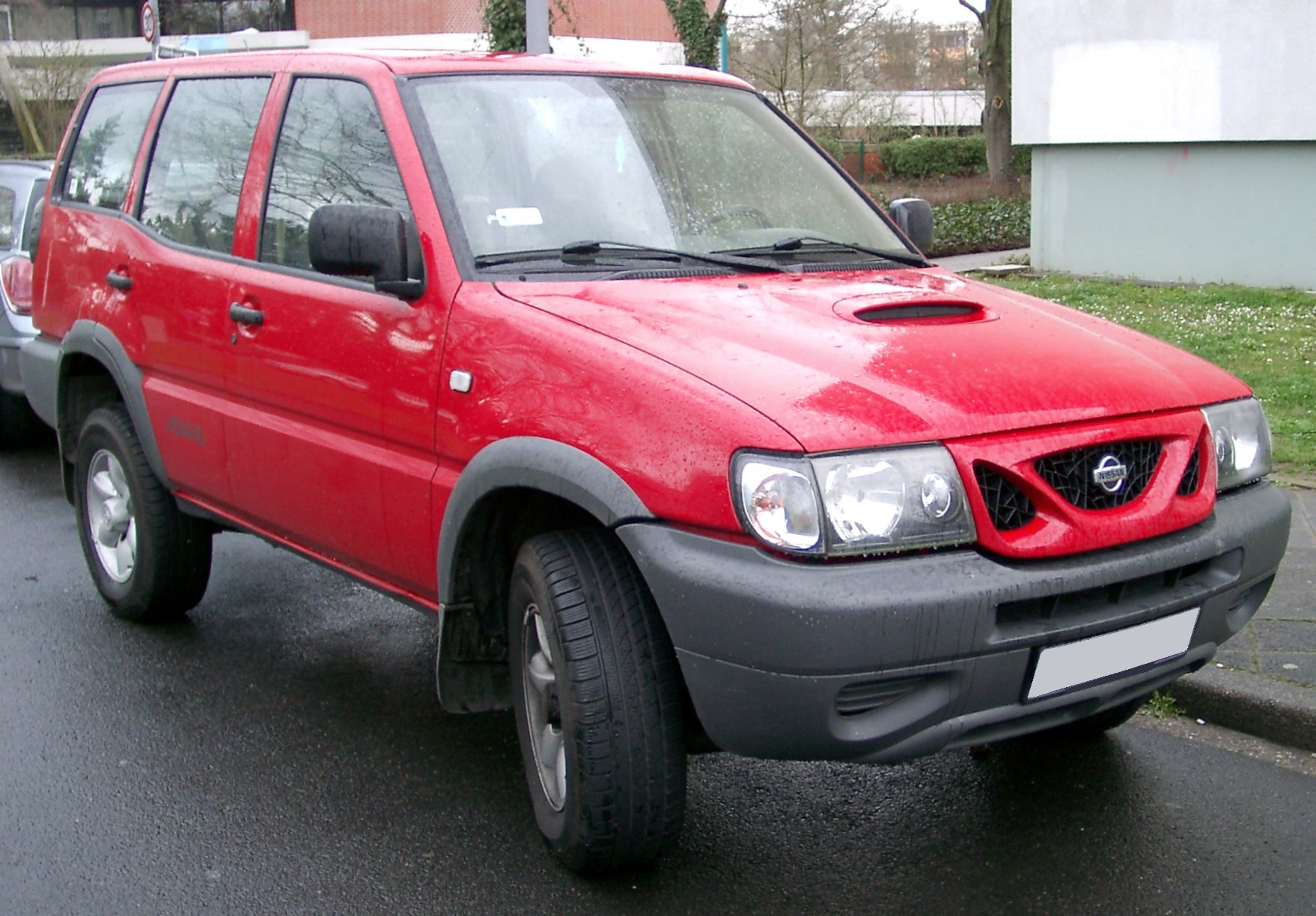
Nissan Terrano II (2000–2007)
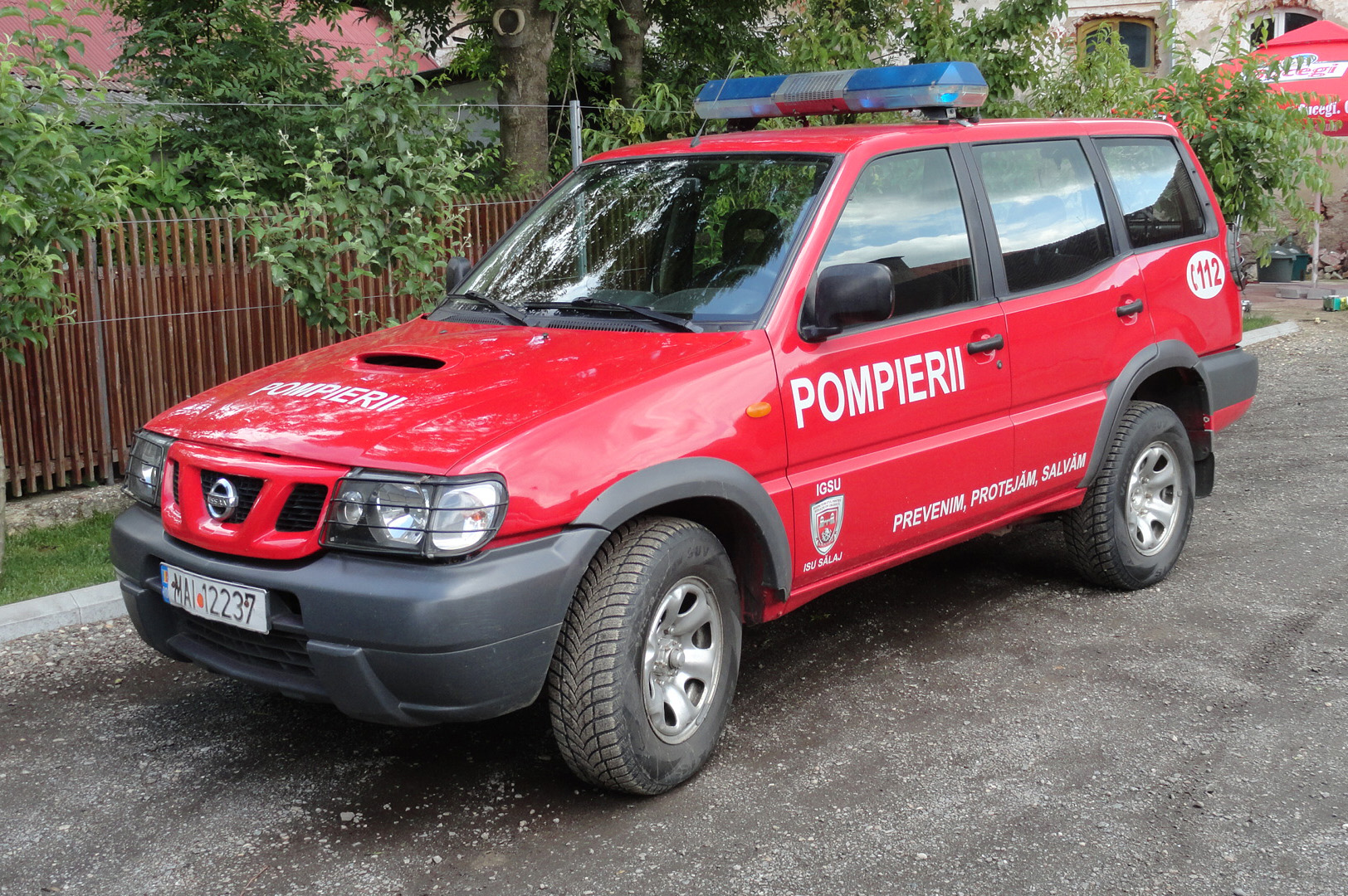
Nissan Terrano II bei der rumänischen Feuerwehr

## Terrano II (R20) in Asien
Nach dem Produktionsende des Terrano II in Europa, wurden die Produktionsanlagen nach Indonesien verbracht, wo das Modell als Terrano II den Terrano I ablöste und neben Indonesien vor allem für Indien und andere asiatische Märkte außerhalb von Japan und China gebaut wird.

## Terrano (2013–2022)
Der seit Mitte 2007 in Europa eingestellte Terrano II war in Asien ein sehr beliebtes Modell. Im August 2013 stellte Nissan in Indien deshalb einen Nachfolger vor.
Das gleichnamige Modell basiert auf dem Dacia Duster. Von diesem unterscheidet er sich aber durch eine modifizierte Front und ein verändertes Heck. Von vorne erinnert er an andere Nissan-Geländewagen. Im Innenraum werden höherwertige Materialien, feinere Farben und neue Formen verwendet. Den Antrieb übernehmen die auch in Europa bekannten Motoren von Dacia: Ein 1,6-Liter-Ottomotor mit 105 PS (77 kW) und ein 1,5-Liter-Dieselmotor mit 110 PS (81 kW). Ein Allradantrieb war erhältlich. Der Terrano wurde ausschließlich in Asien, aber nicht in Japan und China angeboten. Das Vorgängermodell aus indonesischer Produktion wurde zunächst weiter gebaut.
In Indien wurde die Produktion des Terrano im Oktober 2018 eingestellt. Er wurde dort durch den Nissan Kicks ersetzt. Nach dem Überfall Russlands auf die Ukraine im Februar 2022 wurde die Produktion des Terrano im März 2022 auch in Russland eingestellt. Im Oktober 2022 gab der Hersteller dann bekannt, sich vom russischen Markt zurückzuziehen.

## Motoren
(Quelle:)

### Benziner
- Nissan Terrano II 2.4 (ab 1996)  – Vierzylinder mit 2.389 cm³, 85 kW (116 PS)  – 0–100 in 13,1 Sekunden / V-Max 160 km/h  – 12 Liter Verbrauch auf 100 Kilometer  – Preis: 20.960 €

- Nissan Terrano II 2.4 (ab 1996) – Vierzylinder mit 2.389 cm³, 87 kW (118 PS)  – 0–100 in 14,3 Sekunden / V-Max 160 km/h  – 12,3 Liter Verbrauch auf 100 Kilometer  – Preis: 24.028 €
- Nissan Terrano II 2.4 (ab 1995) – Vierzylinder mit 2.389 cm³, 91 kW (124 PS)  – 0–100 in 13,2 Sekunden / V-Max 160 km/h  – 11,1 Liter Verbrauch auf 100 Kilometer  – Preis: 18.915 €
- Nissan Terrano II 2.4 Fun (ab 2001) – Vierzylinder mit 2.389 cm³, 85 kW (116 PS)  – 0–100 in 13,7 Sekunden / V-Max 160 km/h  – 12 Liter Verbrauch auf 100 Kilometer  – Preis:  24.190 €
- Nissan Terrano II 2.4 SGX (ab 1993) – Vierzylinder mit 2.389 cm³, 91 kW (124 PS)  – 0–100 in 13,2 Sekunden / V-Max 160 km/h  – 11,1 Liter Verbrauch auf 100 Kilometer  – Preis:  21.395 €

### Diesel
- Nissan Terrano II 2.7 (ab 1995)  – Vierzylinder mit 2.663 cm³, 74 kW (100 PS)  – 0–100 in 19 Sekunden / V-Max 145 km/h  – 10,9 Liter Verbrauch auf 100 Kilometer  – Preis: 19.937 €
- Nissan Terrano II 2.7 (ab 1996) – Vierzylinder mit 2.664 cm³, 92 kW (125 PS)  – 0–100 in 15,7 Sekunden / V-Max 155 km/h  – 10,1 Liter Verbrauch auf 100 Kilometer  – Preis: 22.494 €
- Nissan Terrano II 2.7 SGX (ab 1993) – Vierzylinder mit 2.663 cm³, 74 kW (100 PS)  – 0–100 in 19 Sekunden / V-Max 145 km/h  – 9,9 Liter Verbrauch auf 100 Kilometer  – Preis: 22.340 €
- Nissan Terrano II 2.7 SLX (ab 1993) – Vierzylinder mit 2.663 cm³, 74 kW (100 PS)  – 0–100 in 19 Sekunden / V-Max 145 km/h  – 10,9 Liter Verbrauch auf 100 Kilometer  – Preis: 20.934 €
- Nissan Terrano II 2.7 TD (ab 2001) – Vierzylinder mit 2.664 cm³, 74 kW (100 PS)  – 0–100 in 18,9 Sekunden / V-Max 145 km/h  – 10,2 Liter Verbrauch auf 100 Kilometer  – Preis: 20.490 €

| Technische Daten                 | Technische Daten                                                                                        | Technische Daten                                                                                        | Technische Daten                                                                                        | Technische Daten                                                                                        | Technische Daten                                                                                        |
| Motoren:                         | 1.6 MPI                                                                                                 | 1.6 MPI                                                                                                 | 2.0 | 1.5 dCi                                                                                                 | 1.5 dCi                                                                                                 |
| -------------------------------- | --- | --- | --- | --- | --- |
| Motor:                           | 4-Zylinder-Reihenmotor (Viertakt)                                                                       | 4-Zylinder-Reihenmotor (Viertakt)                                                                       | 4-Zylinder-Reihenmotor (Viertakt)                                                                       | 4-Zylinder-Reihenmotor (Viertakt)                                                                       | 4-Zylinder-Reihenmotor (Viertakt)                                                                       |
| Hubraum:                         | 1598 cm³                                                                                                | 1598 cm³                                                                                                | 1998 cm³                                                                                                | 1461 cm³                                                                                                | 1461 cm³                                                                                                |
| Bohrung × Hub:                   | 79,5 × 80,5 mm                                                                                          | 78,0 × 83,6 mm                                                                                          | 82,7 × 93,0 mm                                                                                          | 76 × 80,5 mm                                                                                            | 76 × 80,5 mm                                                                                            |
| Leistung bei 1/min:              | 77 kW (104 PS) bei 5850                                                                                 | 84 kW (114 PS) bei 5500                                                                                 | 105 kW (143 PS) bei 5750                                                                                | 63 kW (85 PS) bei 3750                                                                                  | 81 kW (110 PS) bei 3900                                                                                 |
| Max. Drehmoment bei 1/min:       | 145 Nm bei 3750                                                                                         | 156 Nm bei 4000                                                                                         | 195 Nm bei 4000                                                                                         | 200 Nm bei 1900                                                                                         | 248 Nm bei 2250                                                                                         |
| Verdichtung:                     | 9,8:1                                                                                                   | 10,7:1                                                                                                  | 11,1:1                                                                                                  | 15,7:1                                                                                                  | 15,7:1                                                                                                  |
| Gemischaufbereitung:             | Multipoint-Einspritzung                                                                                 | Multipoint-Einspritzung                                                                                 | Multipoint-Einspritzung                                                                                 | Common-Rail-Direkteinspritzung                                                                          | Common-Rail-Direkteinspritzung                                                                          |
| Ventilsteuerung:                 | OHC | OHC | OHC | OHC | OHC |
| Kühlung:                         | Wasserkühlung                                                                                           | Wasserkühlung                                                                                           | Wasserkühlung                                                                                           | Wasserkühlung                                                                                           | Wasserkühlung                                                                                           |
| Getriebe:                        | 5-Gang-Schaltgetriebe                                                                                   | 5-Gang-Schaltgetriebe [6-Gang-Schaltgetriebe]                                                           | 6-Gang-Schaltgetriebe [4-Gang-Automatikgetriebe]                                                        | 5-Gang-Schaltgetriebe                                                                                   | 6-Gang-Schaltgetriebe                                                                                   |
| Radaufhängung vorn:              | MacPherson-Federbeine mit unteren Querlenkern und Querstabilisator                                      | MacPherson-Federbeine mit unteren Querlenkern und Querstabilisator                                      | MacPherson-Federbeine mit unteren Querlenkern und Querstabilisator                                      | MacPherson-Federbeine mit unteren Querlenkern und Querstabilisator                                      | MacPherson-Federbeine mit unteren Querlenkern und Querstabilisator                                      |
| Radaufhängung hinten:            | H-förmige Verbundlenker-Hinterachse mit Schraubenfedern (bei 4 × 2), Mehrlenker-Hinterachse (bei 4 × 4) | H-förmige Verbundlenker-Hinterachse mit Schraubenfedern (bei 4 × 2), Mehrlenker-Hinterachse (bei 4 × 4) | H-förmige Verbundlenker-Hinterachse mit Schraubenfedern (bei 4 × 2), Mehrlenker-Hinterachse (bei 4 × 4) | H-förmige Verbundlenker-Hinterachse mit Schraubenfedern (bei 4 × 2), Mehrlenker-Hinterachse (bei 4 × 4) | H-förmige Verbundlenker-Hinterachse mit Schraubenfedern (bei 4 × 2), Mehrlenker-Hinterachse (bei 4 × 4) |
| Bremsen:                         | Scheibenbremsen vorne (innenbelüftet), Trommelbremsen hinten,                                           | Scheibenbremsen vorne (innenbelüftet), Trommelbremsen hinten,                                           | Scheibenbremsen vorne (innenbelüftet), Trommelbremsen hinten,                                           | Scheibenbremsen vorne (innenbelüftet), Trommelbremsen hinten,                                           | Scheibenbremsen vorne (innenbelüftet), Trommelbremsen hinten,                                           |
| Gesamtgewicht:                   | 1755 kg                                                                                                 | 1700 kg [1800 kg]                                                                                       | 1841 kg [1856 kg]                                                                                       | 1764 kg                                                                                                 | 1787 kg                                                                                                 |
| Höchstgeschwindigkeit:           | 160–165 km/h                                                                                            | 167 km/h [166 km/h]                                                                                     | 180 km/h [174 km/h]                                                                                     | 156 km/h                                                                                                | 168 km/h                                                                                                |
| 0–100 km/h:                      | 11,8–12,8 s                                                                                             | 10,9 s [12,5 s]                                                                                         | 10,7 s [11,5 s]                                                                                         | 13,9 s                                                                                                  | 12,2–12,9 s                                                                                             |
| Verbrauch (Liter/100 Kilometer): | 7,1–8,0 S                                                                                               | 7,4 S [7,6 S]                                                                                           | 7,8 S [8,7 S]                                                                                           | 5,1 D                                                                                                   | 4,8–5,2 D                                                                                               |
| Tankinhalt                       | 50 l | 50 l | 50 l | 50 l | 50 l |
| [ 9 ]                            | | | | | |